# Anetz

Localització d'Anetz

Anetz (en bretó Arned) és un municipi francès, situat a la regió de país del Loira, al departament de Loira Atlàntic, que històricament va formar part de la Bretanya. L'any 2006 tenia 1.584 habitants. Limita amb Ancenis, Saint-Herblon i Varades a Loira Atlàntic, Le Marillais i Bouzillé a Maine i Loira.

## Demografia
| 1962                                       | 1968 | 1975 | 1982  | 1990  | 1999  |
| ------------------------------------------ | ---- | ---- | ----- | ----- | ----- |
| 604                                        | 687  | 955  | 1.211 | 1.285 | 1.367 |
| Des de 1962: població sense dobles comptes |      |      |       |       |       |

## Administració
| Període   | Identitat         | Partit        |
| --------- | ----------------- | ------------- |
| 1894-1924 | Michel Blain      |               |
| 1924-1942 | Félix Aubry       |               |
| 1942-1959 | Édouard Berthelot |               |
| 1959-1983 | Octave Gilardin   |               |
| 1983-2008 | Marcel Orhon      | Divers droite |
| 2008-     | Éric Lucas        | Divers droite |